# Lexi Thompson
Alexis "Lexi" Thompson née le 10 février 1995 à Coral Springs en Floride, est une golfeuse américaine. À l'âge de 12 ans, elle fut la plus jeune golfeuse jamais qualifiée pour jouer l'US Open féminin. Elle passa professionnelle en juin 2010 à l'âge de 15 ans.
Le 18 septembre 2011, Thompson établit un nouveau record en étant la plus jeune vainqueur d'un tournoi LPGA, à l'âge de 16 ans, 7 mois et 8 jours en remportant le Navistar LPGA Classic (désormais connu sous le nom de Yokohama Tire LPGA Classic). Elle rejoint le circuit LPGA en 2012.
Lors du ANA Inspiration de 2017 alors qu'elle mène de deux coups le dernier jour du tournoi avec six trous à jouer, elle est pénalisée de quatre strokes pour avoir mal replacé sa balle sur un green le jour précédent et déposé une carte de score incorrecte. La faute a été dénoncée par courriel par un téléspectateur. Thompson parvient à refaire son retard sur les derniers trous restant à jouer et à forcer un play-off qu'elle perd face à la coréenne So Yeon Ryu,.
Elle a remporté quatorze victoires professionnelles dont un tournoi majeur : le Kraft Nabisco Championship en 2014.

## Victoires professionnelles (14)

### Victoires sur le circuitLPGA(11)
| N° | Date              | Tournoi                         |
| -- | ----------------- | ------------------------------- |
| 1  | 18 septembre 2011 | Navistar LPGA Classic           |
| 2  | 13 octobre 2013   | Sime Darby LPGA Malaysia        |
| 3  | 17 novembre 2013  | Lorena Ochoa Invitational       |
| 4  | 6 avril 2014      | Kraft Nabisco Championship      |
| 5  | 26 juillet 2015   | Meijer LPGA Classic             |
| 6  | 18 octobre 2015   | LPGA Keb Hana Bank Championship |
| 7  | 28 février 2016   | Honda LPGA Thailand             |
| 8  | 21 mai 2017       | Kingsmill Championship          |
| 9  | 9 septembre 2017  | Indy Women in Tech Championship |
| 10 | 18 novembre 2018  | CME Group Tour Championship     |
| 11 | 9 juin 2019       | ShopRite LPGA Classic           |

### Victoires sur leLET(2)
| 1 | 17 décembre 2011 | Dubai Ladies Masters   |
| 2 | 15 octobre 2022  | Aramco Team Series NYC |

### Autres victoires (1)
- 2011 : TPC February Shootout (Fuzion Minor League Golf Tour)

## Parcours en Tournois Majeurs
| Tournoi                                      | 2007          | 2008          | 2009          | 2010          | 2011          | 2012          | 2013 | 2014 | 2015 | 2016 | 2017 | 2018 | 2019 | 2020  |
| -------------------------------------------- | ------------- | ------------- | ------------- | ------------- | ------------- | ------------- | ---- | ---- | ---- | ---- | ---- | ---- | ---- | ----- |
| Kraft Nabisco Championship / ANA Inspiration | DNP           | DNP           | T21           | T24           | DNP           | T22           | T48  | 1    | 7    | 5    | 2    | T20  | 3    | 4     |
| Championnat de la LPGA                       | DNP           | DNP           | DNP           | DNP           | CUT           | T30           | T28  | T17  | 3    | T22  | T7   | T15  | T26  | T30   |
| Open américain                               | CUT           | CUT           | T34           | T10           | CUT           | T14           | T13  | T7   | T42  | T32  | T27  | T5   | T2   | CUT   |
| Open britannique                             | DNP           | DNP           | DNP           | DNP           | DNP           | T17           | CUT  | T54  | T17  | T8   | T11  | DNP  | T16  | CUT   |
| The Evian Championship                       | Pas un Majeur | Pas un Majeur | Pas un Majeur | Pas un Majeur | Pas un Majeur | Pas un Majeur | 3    | T10  | 2    | T22  | T48  | CUT  | CUT  | N/A 1 |

- Victoire
- Top 10
- CUT : éliminé après les deux premiers tours d'un tournoi
- DNP : N'a pas participé
- T : Place partagée
- N/A : Tournoi non organisé

 1 : Annulé en raison de la pandémie de Covid-19.